# If God Will Send His Angels
If God Will Send His Angels è un brano musicale degli U2, quinto singolo estratto dal loro album del 1997 Pop, ed utilizzato anche nella colonna sonora del film La città degli angeli.

## Il video
Il video prodotto per If God Will Send His Angels è stato diretto da Phil Joanou e si svolge in un ristorante. Lo schermo è diviso orizzontalmente in due: nella metà superiore c'è Bono, mentre in quella inferiore si alternano numerose persone, sedute al suo tavolo, inclusi gli altri tre membri del gruppo.
Il video è stato filmato a bassa velocità, per poi essere velocizzato in fase di montaggio. Bono ha dovuto infatti imparare a cantare il brano più lentamente del normale, affinché sembrasse normale nel risultato finale. Quindi nel video Bono sembra cantare ad una velocità normale, mentre le altre persone appaiono accelerate.
Una versione alternativa del video vede alternarsi alle sequenze principali, alcune scene tratta da City of Angels.

## Tracce

### Versione 1
1. If God Will Send His Angels (single version) (4:32)
2. Slow Dancing (with Willie Nelson) (4:00)
3. Two Shots of Happy, One Shot of Sad (4:12)
4. Sunday Bloody Sunday (live from Sarajevo) (3:49)

### Versione 2
1. If God Will Send His Angels (single version) (4:32)
2. Mofo (Romin Remix) (5:50)

## Classifiche
| Classifica (1997) | Posizione massima |
| ----------------- | ----------------- |
| Belgio (Fiandre)  | 54                |
| Canada            | 26                |
| Finlandia         | 6                 |
| Irlanda           | 11                |
| Italia            | 2                 |
| Nuova Zelanda     | 35                |
| Paesi Bassi       | 24                |
| Regno Unito       | 12                |
| Spagna            | 5                 |
| Svezia            | 56                |

## Formazione
Gruppo
- Bono - voce, chitarra acustica
- The Edge - chitarra, cori, sintetizzatore
- Adam Clayton - basso
- Larry Mullen Jr. - batteria, percussioni

Altri musicisti
- Ben Hillier - sintetizzatore